# Роо (футбольный клуб)
«Роо» (швед. Råå Idrottsförening) — шведский футбольный клуб из города Хельсингборг, в настоящий момент выступает в Дивизионе 3, пятом по силе дивизионе Швеции. Клуб основан в 1921 году, домашние матчи проводит на стадионе «Роо ИП». В высшем дивизионе чемпионата Швеции «Роо», в период с 1950 по 1952 годы провел в общей сложности 2 сезона, лучшим из которых стал сезон 1950/51, когда он стал вторым в итоговой таблице чемпионата. В 1948 году «Роо» завоевал Кубок Швеции, победив в финале «БК Кенти» со счётом 6:0.

## Достижения
- Вице-чемпион Швеции (1): 1950/51
- Победитель Кубка Швеции (1): 1948

## Известные игроки и воспитанники
- Роберт Альбертс
- Хенрик Ларссон
- Густаф Нильссон

## Известные тренеры
- Кальман Конрад
- Альбин Даль